# 道论
道论，是三国曹魏的著作。
- 何晏所著《道论》，为阐述《老子》思想的道家著作。《三国志·魏书·曹爽传》记载“何晏好老庄言，作《道论》及诸文赋著述凡数十篇”。《道论》被认为是何晏《道德论》中的一部分。文中提出“有之为有，恃无以生，事而为事，由无以成”，认为无是万有存在的根据，以无为本，提出“贵无”思想。原文已佚，其部分残文存于晋朝张湛《列子注·天瑞》中。
- 钟会所著《道论》，为刑名家著作。《三国志·魏书·钟会传》记载钟会“尝论《易》无互体，才性同异。及会死后，于会家得书二十篇, 名曰《道论》，而实刑名家也，其文似会”。其书已佚。